# Yamaha MT-10
La Yamaha MT-10 (chiamata Yamaha FZ-10 in Nord America fino al 2017) è una motocicletta di tipo naked con motore in linea da 999 cm³, un telaio in lega di alluminio e una forcella a steli rovesciati, prodotta dalla casa motociclistica giapponese Yamaha dal 2019.

## Profilo e descrizione

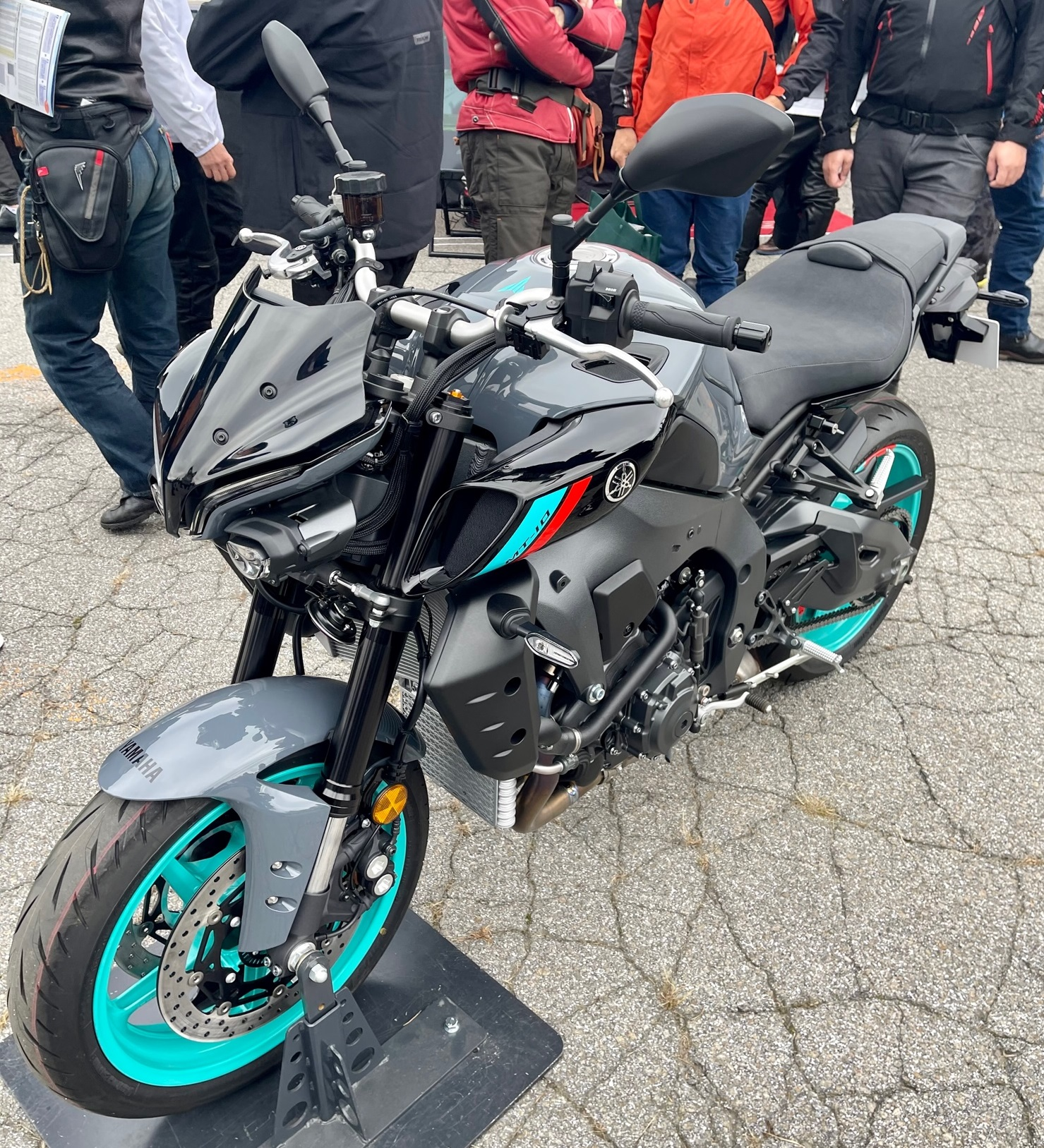
MT-10 2022

Presentata all'EICMA 2015 di Milano, è la quarta moto della gamma MT di Yamaha, che comprende oltre alla MT-10, anche le Yamaha MT-03, Yamaha MT-07, Yamaha MT-09 e MT-15. Il motore con albero a gomiti a croce è derivato da quello della YZF-R1 del 2015, ma è stato modificato per erogare più coppia ai regimi medio-bassi. Inoltre il propulsore presenta una serie di modifiche tecniche significative tra cui il sistemi di aspirazione, scarico e alimentazione che sono di nuova concezione. L'unità eroga una potenza di 118 kW (160 CV) a 11500 giri/min e 111 Nm a 9000 giri/min.
Nell'ottobre 2016, la Yamaha ha presentato la versione MT-10 SP per il solo mercato europeo, che porta con sé alcuni aggiornamenti e migliorie tecnico-meccaniche tra cui le sospensioni elettroniche realizzate dalla Öhlins e derivate dalla YZF-R1M, il pannello del quadro strumenti digitale a colori.
Dopo la presentazione avvenuta a EICMA 2021, nella primavera del 2022 è arrivato sul mercato una versione pesantemente aggiornata, con importanti modifiche al motore per soddisfare i requisiti normativi Euro 5 e la cui potenza è aumentata a 121 kW (165 CV), con la velocità massima che è passata da 245 a 250 km/h.